# Der er et yndigt land
Der er et yndigt land ist der Titel der dänischen Nationalhymne.

## Geschichte
Der Text wurde 1819 von Adam Oehlenschläger geschrieben, Hans Ernst Krøyer vertonte es um 1835. Die Hymne wurde populär, nachdem sie auf einem Volksfest in Skamlingsbanken am 4. Juli 1844 von Studenten gesungen worden war.
Im Königreich Dänemark findet außerdem die Königshymne Kong Kristian stod ved højen mast Verwendung. Die Königshymne wird bei offiziellen Anlässen gespielt, wenn der Monarch oder Angehörige des dänischen Königshauses anwesend sind. Auch bei Flottenbesuchen und Militärsport-Veranstaltungen wird die Königshymne gespielt. Bei allen sonstigen zivilen Anlässen, z. B. Sportveranstaltungen, wird „Der er et yndigt land“ gespielt.

## Texte
Dänisch

Der er et yndigt land,

det står med brede bøge

|: nær salten østerstrand :|

Det bugter sig i bakke, dal,

det hedder gamle Danmark

|: og det er Frejas sal. :|

Der sad i fordums tid

de harniskklædte kæmper,

|: udhvilede fra strid :|

Så drog de frem til fjenders mén,

nu hvile deres bene

|: bag højens bautasten. :|

Det land endnu er skønt,

thi blå sig søen bælter,

|: og løvet står så grønt :|

Og ædle kvinder, skønne møer

og mænd og raske svende

|: bebo de danskes øer. :|

Hil drot og fædreland!

Hil hver en danneborger,

|: som virker, hvad han kan! :|

Vort gamle Danmark skal bestå,

så længe bøgen spejler

|: sin top i bølgen blå. :|
Übertragung ins Deutsche

Es liegt ein lieblich Land

Im Schatten breiter Buchen

|: Am salz'gen Ostseestrand. :|

An Hügelwellen träumt's, im Tal,

Alt-Dänemark, so heißt es

|: Und ist der Freya Saal. :|

Dort saßen in alter Zeit

Die harnischbewehrten Hünen

|: Und ruhten aus vom Streit. :|

Sie zogen aus, dem Feind zum Schaden,

Nun ruhen ihre Gebeine

|: Hinter dem Bautastein im Grabhügel. :|

Das Land ist noch immer schön!

Denn blau umgürtet es die See,

|: Und das Laub grünt so frisch. :|

Und edle Frauen, schöne Mädchen,

Männer und flinke Knaben

|: Bewohnen die Inseln der Dänen. :|

Heil Fürst und Vaterland!

Heil jedem Dänenbürger,

|: Der leistet, was er kann! :|

Unser altes Dänemark wird bestehen,

Solang die Buche spiegelt

|: Ihre Krone in der blauen Woge. :|

## Oehlenschlägers Vaterlandslied
Der er et yndigt land beruht auf folgendem Gedicht von Adam Oehlenschläger. Es wurden die ersten drei und die letzte Strophe für die Hymne übernommen.
Fædrelands-Sang

»Ille terrarum mihi praeter omnes Angulus ridet.« Horatius
Der er et yndigt Land,

Det staaer med brede Bøge

Nær salten Østerstrand;

Det bugter sig i Bakke, Dal,

Det hedder gamle Danmark,

Og det er Freias Sal.

Der sad i fordums Tid

De harniskklædte Kæmper,

Udhvilede fra Strid;

Saa drog de frem til Fienders Meen,

Nu hvile deres Bene

Bag Høiens Bautasteen.

Det Land endnu er skiønt,

Thi blaa sig Søen belter,

Og Løvet staaer saa grønt;

Og ædle Qvinder, skiønne Møer,

Og Mænd og raske Svende

Beboe de Danske Øer.

Vort Sprog er stærkt og blødt,

Vor Tro er reen og luttret

Og Modet er ei dødt.

Og hver en Dansk er lige fri,

Hver lyder tro sin Konge,

Men Trældom er forbi.

Et venligt Syd i Nord

Er, grønne Danarige,

Din axbeklædte Jord.

Og Snekken gaaer sin stolte Vei.

Hvor Ploug og Kiølen furer,

Der svigter Haabet ei.

Vort Dannebrog er smukt,

Det vifter hen ad Havet

Med Flagets røde Bugt.

Og stedse har sin Farve hvid

Dit hellige Kors i Blodet,

O Dannebrog, i Strid.

Karsk er den Danskes Aand,

Den hader Fordoms Lænker,

Og Sværmeriets Baand.

For Venskab aaben, kold for Spot,

Slaaer ærlig Jydes Hierte,

For Pige, Land og Drot.

Jeg bytter Danmark ei,

For Ruslands Vinterørkner,

For Sydens Blomstermai.

Ei Pest og Slanger kiende vi,

Ei Vesterlandets Tungsind,

Ei Østens Raseri.

Vor Tid ei staaer i Dunst,

Den hævet har sin Stemme

For Videnskab og Kunst.

Ei Bragis og ei Mimers Raab

Har vakt i lige Strækning

Et bedre Fremtids Haab.

Ei stor, vor Fødestavn,

Dog hæver sig blandt Stæder

Dit stolte Kiøbenhavn.

Til bedre By ei Havet kom,

Ja ingen Flod i Dalen,

Fra Trondhiem og til Rom.

Med hellig Varetægt

Bevare du, Alfader!

Vor gamle Kongeslægt.

Kong Fredrik ligner Fredegod;

Hvor er en bedre Fyrste,

Af bedre Helteblod?

Hil Drot og Fædreland!

Hil hver en Danneborger,

Som virker hvad han kan.

Vort gamle Danmark skal bestaae,

Saalænge Bøgen speiler

Sin Top i Bølgen blaa.
Das Motto von Horaz lautet übersetzt: Dieser Winkel der Erde lacht mich mehr als jeder andere an.